# Holoparamecus kunzei
Holoparamecus kunzei is een keversoort uit de familie zwamkevers (Endomychidae). De wetenschappelijke naam van de soort werd in 1843 gepubliceerd door Charles Nicolas Aubé.